# Tsuchimikado
Tsuchimikado (土御門天皇, Tsuchimikado-tennō; 3 gennaio 1196 – 6 novembre 1231) è stato l'83º imperatore del Giappone secondo il tradizionale ordine di successione.

## Biografia
Il suo regno ebbe inizio nel 1198  terminando poi nel 1210. Il suo nome personale era Tamehito-shinnō  (為仁親王
?, Tamehito-shinnō).
Figlio di Go-Toba e di Ariko (在子)(1171-1257), la figlia di Minamoto no Michichika (源通親). Venne poi convinto ad abdicare in favore di suo fratello minore, Juntoku. Alla sua morte il corpo venne seppellito nel Kanegahara no misasagi, città di Kyoto.
Il suo nome è incluso nella lista dei Trentasei nuovi immortali della poesia.